# 21346 Маріладислав
21346 Маріладислав (21346 Marieladislav) — астероїд головного поясу, відкритий 9 березня 1997 року.
Тіссеранів параметр щодо Юпітера — 3,343.